# Planicephalus flavocostatus
Planicephalus flavocostatus är en insektsart som beskrevs av Van Duzee 1892. Planicephalus flavocostatus ingår i släktet Planicephalus och familjen dvärgstritar. Inga underarter finns listade i Catalogue of Life.